# سسیلیا استرگایوش
سسیلیا اِسترگایوش (مجاری: Cecília Esztergályos؛ زادهٔ ۲۶ ژانویهٔ ۱۹۴۳) یک هنرپیشه اهل مجارستان است.
از فیلم‌ها یا مجموعه‌های تلویزیونی که وی در آن‌ها نقش داشته‌است می‌توان به «خانم دِری، کجایی؟» (۱۹۷۵) اشاره نمود.